# Клинтон (тауншип, округ Рок, Миннесота)
Клинтон (англ. Clinton) — тауншип в округе Рок, Миннесота, США. На 2000 год его население составило 292 человека.

## География
По данным Бюро переписи населения США площадь тауншипа составляет 92,2 км², из которых 92,2 км² занимает суша, водоёмов нет.

## Демография
По данным переписи населения 2000 года здесь находились 292 человека, 103 домохозяйства и 80 семей.  Плотность населения —  3,2 чел./км².  На территории тауншипа расположено 110 построек со средней плотностью 1,2 построек на один квадратный километр. Расовый состав населения: 99,66 % белых и 0,34 % приходится на две или более других рас. Испанцы или латиноамериканцы любой расы составляли 0,34 % от популяции тауншипа.
Из 103 домохозяйств в 40,8 % воспитывались дети до 18 лет, в 73,8 % проживали супружеские пары, в 1,0 % проживали незамужние женщины и в 22,3 % домохозяйств проживали несемейные люди. 19,4 % домохозяйств состояли из одного человека, при том 7,8 % из — одиноких пожилых людей старше 65 лет. Средний размер домохозяйства — 2,83, а семьи — 3,31 человека.
31,8 % населения — младше 18 лет, 6,5 % — в возрасте от 18 до 24 лет, 23,6 % — от 25 до 44, 25,3 % — от 45 до 64, и 12,7 % — старше 65 лет. Средний возраст — 37 лет. На каждые 100 женщин приходилось 107,1 мужчин.  На каждые 100 женщин старше 18 приходилось 116,3 мужчин.
Средний годовой доход домохозяйства составлял 42 500 долларов, а средний годовой доход семьи —  44 643 доллара. Средний доход мужчин —  36 250  долларов, в то время как у женщин — 20 000. Доход на душу населения составил 16 251 доллар. За чертой бедности находились 2,6 % семей и 4,2 % всего населения тауншипа, из которых 4,8 % младше 18 лет.